# Naus silencioses
Naus silencioses (títol original en anglès: Silent Running) és una pel·lícula de ciència-ficció dirigida per Douglas Trumbull, estrenada el 1972, amb Bruce Dern, Cliff Potts i Ron Rifkin. Ha estat doblada al català.
El guió és de Deric Washburn, Michael Cimino i de Steven Bochco.

## Argument
En el futur, la Terra no té prou recursos naturals per sobreviure; la vegetació ha desaparegut gairebé totalment. A bord del transportador espacial Valley Forge, un equip de buscadors cultiva boscos, sobretot el botànic Freeman Lowell (Bruce Dern) que s'ocupa amb passió del manteniment dels hivernacles gegants amb l'ajuda de robots, els drons Huey, Dewey i Louie. Però un missatge de la Terra demana a l'equip de destruir tot i tornar. Lowell s'hi nega i farà tot el possible per salvar els jardins i prendre el control del transportador…

## Al voltant de la pel·lícula
- La banda original de la pel·lícula conté cançons de Joan Baez.
- Michael Cimino, futur realitzador de Viatge al final de l'infern i de La Porta del paradís, amb aquesta pel·lícula va començar a fer de guionista.
- L'actor Ron Rifkin és avui més conegut per al seu paper de patró del SD-6 en la sèrie Àlies.
- La pel·lícula va ser en competició al Festival Internacional de cinema fantàstic d'Avoriaz, en la seva primera edició, el 1973.
- Els noms del drons Huey, Dewey i Louie són els noms originals dels nebots de l'Ànec Donald, Jaumet, Jordinet i Joanet i els seus colors coincideixen amb els que fan servir aquests habitualment.

## Repartiment
- Bruce Dern: Freeman Lowell
- Cliff Potts: John Keenan
- Ron Rifkin: Marty Barker
- Jesse Vint: Andy Wolf
- Mark Persons: drone #1 Dewey (Gris)
- Steve Brown i Cheryl Sparks: drone #2 Huey (Taronja)
- Larry Whisenhunt: drone #3 Louie (Blau) :